# Enicotarsus
Enicotarsus là một chi bọ cánh cứng thuộc họ Scarabaeidae.